# Bogorodskoe (Territorio di Chabarovsk)
Bogorodskoe (in russo Богородское?) è un villaggio della Russia, situato nel Territorio di Chabarovsk. È il centro amministrativo del distretto Ul'čskij.
La località si trova sulla riva destra del fiume Amur, 820 km a nord-est di Chabarovsk.